# ウルトラ子がも
『ウルトラ子がも』（原題：LUCKY DUCKY　公開：1948年10月9日）は、アメリカ合衆国の映画会社メトロ・ゴールドウィン・メイヤー (MGM) に所属していたアニメーターのテックス・アヴェリーによる作品のひとつ。

## スタッフ
- 監督　テックス・アヴェリー
- 制作総括　フレッド・クインビー
- アニメーション制作　プレストン・ブレア　ウォルター・クリントン　ルーイー・シュミット　グラント・シモンズ
- 脚本　リッチ・ホーガン
- 音楽　スコット・ブラッドリー

## 内容
カモ猟のためある湖を訪れた犬のコンビは狩猟開始となる午前6時になるのを待っていたが、6時になるとコンビの乗ったボートの上で踊るほど湖を埋め尽くしていたカモの大群は一瞬のうちに飛び去り姿を消してしまった。失望のあまり頭を抱えるコンビの頭上に逃げ遅れた母ガモがやってきた。これに気付いたコンビが猟銃を乱射し、母ガモは弾をよけた弾みで卵をボートの上に落としてしまう。生まれてきたのは可愛い子ガモであり、コンビはこれを捕獲しようとするが、コンビの銃を曲げて使えなくしたり、コンビの乗ったボートを振り回すなどパワーと頭脳を兼ね備えた子ガモであり、コンビとの間に面白おかしい捕物を繰り広げる。子ガモをつかまえることができないまま、ついに狩猟時間終了の午後5時になってしまい、カモの大群も一瞬にして湖に舞い戻り、コンビの乗ったボートで踊り始める。その中に混じって子ガモも踊っていた。
ストーリー的には凡庸だが、子ガモとコンビの捕物で、湖の水面がボートのスクリューに削られて水中で魚の泳ぐ様が見えたり、丸太の橋が削られて手すり付きのきれいな橋になったり、岩が削られてさながら「ラシュモア山」のようになったり、あるいは捕物中にモノクロとカラーとの画面を行き来したりとアニメーションの面白さを感じさせてくれる作品である。日本語版では映像中に散見する英語による説明を補うため子ガモの台詞があるが、原作品にはない。また、コンビが銃弾で黒焦げになるシーンが日本語版ではカットされている。

## 登場するキャラクター
- 子ガモ
犬のコンビを巧みに翻弄し、捕物を繰り広げる。「ケー・ケヘヘヘヘ…！」と嘲笑ってコンビを挑発する。

- 犬のコンビ
カモ猟にやってきたハンター。アヴェリー作品の「デカ吉チビ助」を猟犬にした感じのキャラクター。巧みにボートと猟銃を操り、犬の特性も利用して子ガモを追いかけるが、いいところなくやられてしまう。特にチビ助が船外機のスターターや、木を切り倒す斧の代わりにされたり、ケーキを持ったデカ吉のくしゃみに吹き飛ばされてサンタクロースの姿にされたりとひどい目に遭わされる。

- モーターボート
エンジンはかかりにくいが、ひとたびかかれば極めて高速で航行できる。また、陸上を走る、水面や半島や樹木や岩を削るなどの性能を持つ。但しぬかるみの走行は苦手のようである。

## 日本でのTV放映
TBS版の『トムとジェリー』の短編に挟まれて放映されていた。

## 関連作品
- 『かしこい子がも』（1952年） - ディック・ランディーによる作品。クマのバーニーをハンター役にして後年制作された続編的な作品。
- なお、カモのダンスと似たものがクマのバーニー作品の『かかしに御用心』（1953年）でもみられる。一列に並んで踊る「コンガ・ライン"Conga Line"」と呼ばれるスタイルで、1942年の『バーニーの蜂蜜とり』とトムとジェリー作品『バラ色の人生』までさかのぼる事が出来る。
- 主人公がアヴェリー作品のファンという設定を持つ1994年の映画『マスク』はオマージュをささげ、コンガ・ラインとスコット・ブラッドリーの音楽までパロディにしている。